# 1979 (песня)
«1979» — сингл американской рок-группы The Smashing Pumpkins, выпущенный на их третьем студийном альбоме Mellon Collie and the Infinite Sadness. Композиция была написана фронтменом группы Билли Корганом, и примечательна содержанием семплов и лупов, нехарактерных для предыдущих записей коллектива. Тематически песня представляет собой ностальгическую историю о наступления совершеннолетия у её автора: в 1979 году Коргану было 12 лет, и он считает именно эту дату концом своего детства и переходом в подростковый возраст.
«1979» заняла второе место в хит-параде Канады, шестое — в Ирландии, девятое — в Новой Зеландии, а также попала в Top-20 чартов некоторых других стран, включая Австралию, Великобританию и Соединённые Штаты. Песня получила две номинации на премию «Грэмми», в категориях «Запись года» и «Лучшее вокальное рок-исполнение дуэтом или группой», а также стала лауреатом награды MTV Video Music Award в номинации «Лучшее альтернативное видео». В 2012 году читатели журнала Rolling Stone поставили её на второе место среди лучших песен The Smashing Pumpkins.

## Запись
Согласно нескольким интервью, после окончания турне в поддержку альбома Siamese Dream Корган работал над новым материалом практически без перерыва — написав около 56 песен для Mellon Collie and the Infinite Sadness, последней из которых была «1979». Когда студийные сессии подошли к концу «1979» (которая произросла из демоверсии под названием «Strolling») представляла собой пару аккордовых фраз и фрагмент мелодии без слов. Во время выбора песен, которые должны были попасть на будущий альбом, один из продюсеров записи, Марк «Флад» Эллис, заявил, что «1979» была «недостаточно хороша» и хотел исключить её из пластинки. Однако, эта фраза вдохновила Коргана доработать её, что он и сделал за четыре часа. На следующий день Флад прослушал новый вариант песни всего один раз и сразу же решил оставить её. Лично для себя, Корган считает «1979» самой важной песней на Mellon Collie.
В песне присутствует фрагмент голоса Коргана, который повторяется на всём её протяжении. Во время записи «1979» фронтмен повторял слово «today» подпевая мелодии композиции, после чего они с Фладом решили добавить эту фразу в песню. В итоге, голос Коргана был пропущен через электронный декодер, семплирован и добавлен в качестве лупа между барабанным битом.

## Отзывы критиков
«1979» стал самым успешным синглом в карьере The Smashing Pumpkins, добравшись до 12-го места в чарте Billboard Hot 100, а также отметившись на вершине хит-парадов Mainstream Rock Tracks и Modern Rock Tracks. Незадолго до его релиза, руководство Virgin Records объявило о включении в сингл бонус-треков для стимулирования продаж. Песня была номинирована на премию «Грэмми» в категориях «Запись года» и «Лучшее вокальное рок-исполнение дуэтом или группой». Впоследствии редакция портала Pitchfork Media поставила «1979» на 21-е место в своём списке «200 лучших песен 1990-х», отметив: «„1979“ — это вроде вопроса от Билли Коргана: „Тебе знакомо это чувство [ностальгии]?“ и в ту же секунду, как вы услышите гитарную партию песни, сразу же последует ответ: „Да, знакомо … расскажи мне побольше“».
В интервью журналу Spin 1996 года Корган отмечал, что «1979», вероятно, является единственным ориентиром того, как будет звучать следующий альбом The Smashing Pumpkins, «что-то, сочетающее в себе [электронные] технологии, рок-чувственность, поп-музыку и прочее — надеюсь всё сложится [и будет гармонично]. В различиях между [звучанием] „Bullet with Butterfly Wings“ и „1979“ вы можете проследить отправную точку и завершение [работы над] „Mellon Collie and the Infinite Sadness“. Вы буквально [можете услышать] конец нашего рок-звучания и начало чего-то совершенно нового».
Композиция заняла 13-е место в списке «100 самых популярных песен 1996 года» по версии австралийской радиостанции Triple J, также она заняла 71-ю позицию в рейтинге «100 лучших песен всех времён» (который проводился среди слушателей радиостанции в 1998 году) и 35-е место в аналогичном голосовании 2009 года. В 2013 году эта же радиостанция отметила «1979» на 21-м месте рейтинга «100 лучших песен за последние 20 лет», который также формировался голосованием среди аудитории Triple J.

## Музыкальное видео
Музыкальное видео было срежиссировано дуэтом Джонатана Дейтона и Валери Фарис, которые ранее уже работали с группой над клипом на песню «Rocket». Первоначально группа обратилась к другому режиссёру (предположительно к Спайку Джонзу), его идея заключалась в том, что по сюжету клипа музыканты живут в инопланетном отеле и носят сделанные специально для них маски инопланетных слонов. Однако, бюджет видео оказался слишком дорогим — около $1 000 000.
Сюжет видео повествует об одном дне из жизни трудных подростков из пригорода, разъезжающих на автомобиле Dodge Charger. Концепция клипа была придумана Корганом, она демонстрирует идеализированную версию подростковой жизни, а также пытается передать чувство скуки в пригороде Чикаго, где прошло детство музыканта. Dodge Charger, фигурирующий в видео, имеет номера штата Иллинойс, хотя в сценах вождения на заднем плане видны горы, расположенные в Калифорнии. Первоначально Корган хотел включить в клип сцену насилия, в которой подростки полностью громили магазин в конце клипа, однако режиссёры убедили музыканта на более мягкий вариант. Помимо Коргана, появляющегося на протяжении всего видео на заднем сиденье автомобиля, другие участники The Smashing Pumpkins также снялись в клипе в небольших ролях: Джеймс Иха сыграл роль продавца в магазине, Д’арси Рецки — недовольную соседку, а Джимми Чемберлин — полицейского, также все трое появляются в качестве группы, которая выступает на вечеринке. Менеджер группы Гуч (англ. «Gooch») сыграл напарника Чемберлина — второго полицейского.
По окончании съёмок группа вылетели в «Нью-Йорк на запланированный концерт. Однако, все кассеты с записанным материалом были случайным образом оставлены на крыше автомобиля и, вследствие чего, потеряны, после того как водитель уехал не заметив этого. После выяснения обстоятельств музыкантам пришлось прилететь назад, чтобы повторно снять сцену вечеринки.
Видео было высоко оценено различными музыкальными критиками. В 1996 году клип стал лауреатом премии MTV Video Music Award в номинации Лучшее альтернативное видео». Помимо этого, канадский музыкальный телеканал MuchMusic назвал его одним из лучших музыкальных видео 1996 года. Впоследствии, Билли Корган отмечал, что считает «1979» лучшим клипом в карьере The Smashing Pumpkins, назвав его «самой точной реализацией того, что мы хотели».
Видео на песню «Perfect» (1998 года) является сюжетным продолжением клипа «1979»: в нём фигурируют те же персонажи, которые превратились во взрослых людей. В клипе обыгрывается вышеупомянутый инцидент с потерей видеоплёнки — в одной из последних сцен аудиокассета остаётся на крыше автомобиля и падает под колёса проезжающих машин, когда один из героев выезжает с парковки на высокой скорости.

## Список композиций
US 7" double A-side single
| №  | Название                      | Автор(ы)     | Длительность |
| -- | ----------------------------- | ------------ | ------------ |
| 1. | «1979»                        | Билли Корган | 4:24         |
| 2. | «Bullet with Butterfly Wings» | Билли Корган | 4:16         |

UK/US CD single/UK 12"
| №  | Название  | Автор(ы)     | Длительность |
| -- | --------- | ------------ | ------------ |
| 1. | «1979»    | Билли Корган | 4:24         |
| 2. | «Ugly»    | Билли Корган | 2:28         |
| 3. | «Believe» | Джеймс Иха   | 3:15         |
| 4. | «Cherry»  | Билли Корган | 4:02         |

1996 Re-issue/Max-CD
| №  | Название               | Автор(ы)     | Длительность |
| -- | ---------------------- | ------------ | ------------ |
| 1. | «1979»                 | Билли Корган | 4:24         |
| 2. | «Ugly»                 | Билли Корган | 2:28         |
| 3. | «The Boy»              | Джеймс Иха   | 3:04         |
| 4. | «Cherry»               | Билли Корган | 4:02         |
| 5. | «Believe»              | Джеймс Иха   | 3:15         |
| 6. | «Set The Ray To Jerry» | Билли Корган | 4:10         |

1979 Mixes
| №  | Название                  | Автор(ы)     | Длительность |
| -- | ------------------------- | ------------ | ------------ |
| 1. | «1979 (Vocal Mix)»        | Билли Корган | 5:08         |
| 2. | «1979 (Instrumental Mix)» | Билли Корган | 5:17         |
| 3. | «1979 (Moby Mix)»         | Билли Корган | 6:39         |
| 4. | «1979 (Cement Mix)»       | Билли Корган | 4:40         |

Ремиксы на треки 1, 2 и 4 были сделаны Роли Мосиманном; автором ремикса третьего трека выступил Moby.

## В поп-культуре
Песня была использована в Grand Theft Auto IV она играет на рок-радиостанции Liberty Rock Radio 97.8.
Песня также использовалась в фильме Клерки 2.

## Чарты и сертификация
| Чарт (1996)                             | Высшая позиция |
| --------------------------------------- | -------------- |
| Австралия (ARIA)                        | 16             |
| Бельгия/Фландрия (Ultratop 50)          | 37             |
| Бельгия/Валлония (Ultratop 50)          | 21             |
| Канада (RPM Top Singles)                | 2              |
| Канада (RPM Dance/Urban)                | 7              |
| Канада (RPM Rock/Alternative)           | 3              |
| Финляндия (Suomen virallinen lista)     | 11             |
| Франция (SNEP)                          | 38             |
| Ирландия (IRMA)                         | 6              |
| Нидерланды (Dutch Top 40)               | 38             |
| Нидерланды (Single Top 100)             | 29             |
| Новая Зеландия (Recorded Music NZ)      | 9              |
| Польша (LP3)                            | 18             |
| Шотландия (OCC Scotland)                | 17             |
| Великобритания (OCC UK Singles)         | 16             |
| США (Billboard Hot 100)                 | 12             |
| США (Billboard Adult Alternative Songs) | 3              |
| США (Billboard Adult Pop Airplay)       | 30             |
| США (Billboard Alternative Airplay)     | 1              |
| США (Billboard Dance Club Songs)        | 17             |
| США (Billboard Mainstream Rock)         | 1              |
| США (Billboard Pop Airplay)             | 10             |

| Чарт (1996)                   | Позиция |
| ----------------------------- | ------- |
| Australia (ARIA)              | 94      |
| Canada Top Singles (RPM)      | 15      |
| Canada Dance/Urban (RPM)      | 35      |
| Canada Rock/Alternative (RPM) | 3       |
| US Billboard Hot 100          | 44      |

| Регион | Сертификация | Продажи  |
| --- | ------------ | -------- |
| Италия (FIMI) | Золотой      | 25 000*  |
| Великобритания (BPI) | Золотой      | 400 000  |
| США (RIAA) | Золотой      | 500 000^ |
| * Данные о продажах приведены только на основе сертификации. · ^ Данные о тиражах приведены только на основе сертификации. · Данные о продажах + прослушиваниях приведены только на основе сертификации. |              |          |